# Hymenophyllum holochilum
Hymenophyllum holochilum là một loài thực vật có mạch trong họ Hymenophyllaceae. Loài này được (Bosch) C. Chr. miêu tả khoa học đầu tiên năm 1905.